# بيلي لورد
بيلي لورد (بالإنجليزية: Billie Lourd) هي ممثلة أمريكية، ولدت في 17 يوليو 1992 بلوس أنجلوس في الولايات المتحدة.

## أعمال

### أفلام
- (2015)  القوة تنهض[6]
- (2017)  الجيداي الأخير[7][8]

### مسلسلات
- قصة رعب أمريكية
- ملكات الصراخ

## وصلات خارجية
- بيلي لورد على موقع IMDb (الإنجليزية)
- بيلي لورد على موقع روتن توميتوز (الإنجليزية)
- بيلي لورد على موقع ألو سيني (الفرنسية)
- بيلي لورد على موقع أول موفي (الإنجليزية)
- بيلي لورد على موقع قاعدة بيانات الفيلم (الإنجليزية)
- بيلي لورد على موقع كينوبويسك (الروسية)